# Sezona Velikih nagrad 1915
Sezona Velikih nagrad 1915 je bila deseta sezona Velikih nagrad, dirke niso bile povezane v prvenstvo. 

## Velike nagrade
| Velika nagrada     | Dirkališče    | Datum       | Zmag. dirkač  | Zmag. moštvo | Poročilo |
| ------------------ | ------------- | ----------- | ------------- | ------------ | -------- |
| Vanderbilt Cup     | San Francisco | 27. februar | Dario Resta   | Peugeot      | Poročilo |
| Velika nagrada ZDA | San Francisco | 6. marec    | Dario Resta   | Peugeot      | Poročilo |
| Indianapolis 500   | Indianapolis  | 31. maj     | Ralph DePalma | Mercedes     | Poročilo |